# 血液脳関門

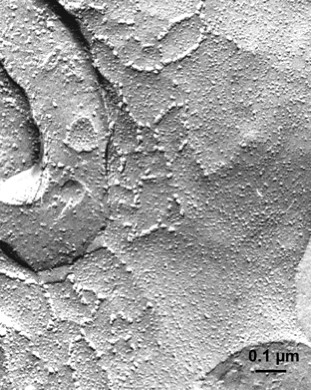
ラットの血液脳関門の電子顕微鏡画像

血液脳関門（けつえきのうかんもん、英語: blood-brain barrier、略称:BBB）は、血液と脳（そして脊髄を含む中枢神経系）の組織液との間の物質交換を制限する機構である。これは実質的に「血液と脳脊髄液との間の物質交換を制限する機構」＝血液脳髄液関門 (blood-CSF barrier, BCSFB) でもあることになる。ただし、血液脳関門は脳室周囲器官（松果体、脳下垂体、最後野など）には存在しない。これは、これらの組織が分泌するホルモンなどの物質を全身に運ぶ必要があるためである。

## 歴史
最初に血液脳関門の存在を示唆した実験は17世紀、イギリスの生理学者であるハンフリー・リドリーによって行われた。彼は動物に静注した水銀が脳内に蓄積されないことを脳血管の密着性が他の血管と大きく異なるからと考えた。かつては19世紀後半にドイツの細菌学者のパウル・エールリッヒが血液脳関門の概念の創始者とされていた。彼はウサギの血管にアニリンを注射すると、多くの臓器の組織は染色されるが中枢神経だけは染色されないことに気がついた。パウル・エールリッヒは自身の論文では脳組織が染色色素を吸着する成分をもたないため染色されなかったと解釈した。そのため、パウル・エールリッヒはむしろ血液脳関門の存在に否定的であったと解釈できる。パウル・エールリッヒの弟子であるエドウィン・ゴールドマンはトリパンブルーをクモ膜下に投与すると中枢神経である脊髄は染まるが他の末梢の臓器が染まらないことを見出した。このとき両者との境界には膜のようなものは発見されず、血管がその役割を担っているものと推測された。他にも複数の科学者らによる一連の実験から血液脳関門の概念が作られたと考えられる。
最終的に、単糖類、アミノ酸などの生体分子、そして酵素などの生体高分子の脳内での透過性が明らかにされ、血液脳関門の概念が確立したのは1960年代以降、電子顕微鏡を用いて脳内の各分子の移行を形態的に観察した研究がもとになっている。その後、血液脳関門は単なる障壁ではなく、脳に必要な物質を血液中から選択して脳へ供給し、逆に脳内で産出された不要な物質を血中に排出する「動的インターフェース」であるという新しい概念に変わっている。

## 構造
血液脳関門は脳の微小血管に局在し3種類の細胞と2種類の基底膜から構成される。また血液脳関門が存在しない部位として脳室周囲器官が知られている。
内皮細胞
血液脳関門の最内層に位置し、脳にあって常時血液成分と直接的な接触をもつ唯一の細胞である。BNB（Blood-Neural Barrier、血液神経関門）を構成する微小血管内皮細胞と同様に4つの特徴が知られている。まず無窓である。そしてピノサイトーシスが極めて少ない、隣接する内皮細胞間で高度に複雑で連続性のあるタイトジャンクションをもつ。また各種トランスポーター、レセプターを発現し、特有の物質輸送系をもつ。無窓であり、ピノサイトーシスが少ないことから経細胞経路が制限され、タイトジャンクションにより傍細胞経路が制限されている。
周皮細胞（ペリサイト）
内皮細胞に接してすぐ外側の1枚の基底膜を介して位置する不整形、多角形の細胞である。内皮細胞と周皮細胞は共通の基底膜で覆われる。
基底膜
内皮細胞と周皮細胞は1枚の基底膜で覆われており、この1枚目の基底膜の外側にはグリア限界膜とよばれる第二の基底膜が存在する。この2枚の基底膜は構成分子が異なっているが毛細血管レベルでは2枚が融合して一続きのgliovascular membraneを形成している。後毛細血管細静脈のレベルになるとこの2枚は分離し、その間隙には脳脊髄液が灌流して血管周囲腔となる。
星状膠細胞
グリア限界膜の外側に接して星状膠細胞の足突起がならぶ。
脳室周囲器官
脳室周囲器官は血液脳関門が存在しないことから、その中の細胞は様々な生体物質の変化や侵入に直接暴露されているため「脳の窓」と呼ばれている。主要な構造器官には脳弓下器官(subformical organ)、交連下器官(subcommissural organ)、松果体(pineal body)、最後野(area postrema)、正中隆起(median eminence)、神経下垂体(neurohypophysis)、血管器官(organum vasculosum)があげられる。脳室周囲器官は自ら分泌するホルモンなどの物質を全身に運ぶ必要があるため脳室周囲器官では血液脳関門が発達していない。脳室周囲器官は血管に富み、脳内への選択的物質輸送を担う有窓性毛細血管が密集するとともに脳室側から脳膜側に長い突起を伸ばした特殊な上衣細胞がある。

## 機能分子
血液脳関門の機能分子はタイトジャンクション構成分子、トランスポーター、細胞接着分子に分類される。

### タイトジャンクション構成分子
血液脳関門のタイトジャンクション構成分子にはクローディン（CLDN）ファミリー、TAMPファミリー（TJ-associated MARVEL protein family）、アンギュリンファミリー、JAMファミリー（Junctinal adhesion family）、ZOファミリー（Zonula occludens）などからなる。

#### クローディン（CLDN）ファミリー
クローディンファミリーはヒトでは27種類の4回膜貫通型蛋白質で構成されている。一次構造ではN末端からTM1、ECS1、ECH、TM2、TM3、ECS2、TM4と配列している。クローディンファミリーは同一細胞膜上、および向かい合う細胞膜上のクローディンファミリー同士で相互作用する性質がある。この相互作用がタイトジャンクションを生み出すと考えられている。同一細胞膜上のクローディンファミリーの相互作用をシス相互作用といい、向かい合う細胞膜上のクローディンファミリーの相互作用をトランス相互作用という。クローディンファミリー間の相互作用に必須な領域はアミノ酸配列の保存性の低い領域であり、これらの違いがクローディン間の相互作用の違いを生み出している。脳微小血管内皮細胞ではクローディン1、クローディン3、クローディン5、クローディン12の発現が確認されている。脳微小血管内皮細胞でのクローディン1の発現は特定の抗体がクローディン1とクローディン3で交差反応性を示すため論争されている。single-cell RNA sequenceの解析結果では正常状態のマウスの脳内血管内皮細胞ではクローディン5、クローディン12、クローディン25のmRNAの発現が確認されたという報告もある。クローディン5以外のクローディンファミリーが脳微小血管内皮細胞に発現していると考えられているがそれがどのクローディンか不明な点も多い。
クローディン5（CLDN5）
クローディン5は血液脳関門のバリアー機能の中核を担うと考えられている。クローディン5は血液脳関門の機能に不可欠な分子でありその発現量が血液脳関門のバリアー強度を決定するというのが定説となっている。その根拠として脳微小血管内皮細胞のクローディン5のmRNA発現量が高いこと、クローディン5ノックアウトマウスのマウスが分子量選択的なのバリアー機能低下を示すこと、クローディン5が強いシス相互作用とトランス相互作用を示すことが挙げられる。
具体的には脳微小血管内皮細胞のクローディン-5 mRNAレベルは、クローディン1、クローディン3またはクローディン12の mRNAと比較して600 - 700倍高い。2003年に新田、月田らはクローディン5のノックアウトマウスを作成し、その血液脳関門の透過性を検討した。ノックアウトマウス（ホモ接合体）は原因不明であるが出生後10時間以内に全例死亡した。電子顕微鏡で形態評価を行うとクローディン5のノックアウトマウスにもタイトジャンクションストランド形成が確認され、脳血管のネットワークや組織構築は維持された。しかし小分子のトレーサーの通過は正常型マウスと大きく異なった。正常マウスは分子量443D、742D、1900Dのトレーサーのいずれも通過しなかった。しかしクローディン5ノックアウトマウスでは分子量443D、742Dのトレーサーは通過したが、1900Dのトレーサーは通過しなかった。この結果からクローディン5のノックアウトマウスの血液脳関門は分子量742Dまでは通過するが、それより大きな分子は透過しないと考えられる。すなわちクローディン5のノックアウトが分子篩のような分子量選択的なバリアー機能の低下を示したと考えられる。なおクローディン5のノックアウトマウスで形成されるタイトジャンクションストランドはクローディン5以外のクローディンから成り立つと考えられているがその詳細は不明である。さらにクローディン5は蛍光共鳴エネルギー移動（FRET、またはフェルスター共鳴エネルギー移動）を用いてクローディンファミリーのシス相互作用とトランス相互作用を評価した検討ではクローディン5同士は非常に強いシス相互作用とトランス相互作用が認められた。
クローディン5は脳、肺、心筋、骨格筋、肝臓、腎臓、皮膚などの血管内皮細胞や消化管上皮、リンパ節、心筋、膵臓、網膜色素上皮、精巣上皮、卵巣上皮、前立腺などで発現している。クローディン5は脳以外に心筋、骨格筋、肺など様々な臓器の血管内皮に発現しているが脳以外の臓器では血液脳関門ほどのバリアー機能は認められない。オクルディンはそのリン酸化によってバリアー機能をきめ細かく調節しているものと考えられている。クローディン5は他のクローディンファミリーと同様に細胞内で合成された後、直接タイトジャンクションに輸送されるのではなく、一度細胞表面に輸送された後でタイトジャンクションに向かって移動し、クローディン同士の相互作用を介してタイトジャンクションに取り込まれる。タイトジャンクション同士の相互作用は動的でありリーク経路を形成すると考えられている。
ヒトのクローディン5遺伝子は22番染色体にマウスのクローディン5では16番染色体に位置する。指定難病である22q11.2欠失症候群は第22染色体の長腕の欠損が原因であり以前はディジョージ症候群、口蓋帆・心臓・顔症候群（velocardiofacial syndrome、VCFS）とも呼ばれていた。先天性心疾患、胸腺発達遅延や無形成による免疫不全、特徴的顔貌、口蓋裂・軟口蓋閉鎖不全、低カルシウム血症などを主徴とする。クローディン5は22q11.2欠失症候群で欠失が知られている遺伝子である。22q11.2欠失症候群ではおよそ30%が統合失調症を発症する。第22染色体の長腕のどの遺伝子が統合失調症の原因かは明らかになっていない。しかしrs10314とよばれるクローディン5遺伝子の3’UTRのSNPが一般集団および22q11.2欠失症候群で統合失調症のリスクを高めるという報告がある。rs10314はクローディン5の発現量の低下につながることが知られている。
脳微小血管内皮にクローディン5を薬剤誘導性にノックダウンできるマウスを作成し、成熟マウスでクローディン5の持続的なノックダウンを行った場合、マウスは学習障害や記憶障害、不安、プレパルス・インヒビション（prepulse inhibition、PPI）の低下を示した。これらの症状は統合失調症に関連すると考えられている。マウスのクローディン5の3～4週間ノックダウンすると痙攣を起こし死亡した。
Cambellらはマウスにクローディン5を標的とするsiRNAを全身投与し一時的にin vivoでクローディン5の発現を抑制して血液脳関門の透過性を上げることに成功している。この研究でクローディン5をノックダウンしたマウスの血液脳関門を分子量742程度の低分子は通過できたが分子量4400の物質は通過しなかった。クローディン5とオクルディンを標的とするsiRNAをマウスに共投与し、脳微小血管内皮細胞で両者をノックダウンすると約3～5kDa程度の分子が血液脳関門を通過する報告がある。このノックダウンによる低分子の透過亢進は3日程度持続し、1週間以内にバリアー機能が回復する。さらにクローディン5のノックダウンを繰り返しても重篤な副作用が認められなかった。クローディン5のノックアウトを行うと小分子の透過性のみ亢進するため、クローディン5の制御によって小分子の薬物輸送や水の透過性制御による脳浮腫の治療などが行える可能性がある。恒常的に1kDa以下の低分子が脳内に流入し続けると脳内環境が破綻し致命的な脳内炎症が生じることが示唆されている。

#### TAMPファミリー
血液脳関門を形成するTAMPファミリー（TJ-associated MARVEL protein family）にはオクルディンとトリセルリンが知られている。
オクルディン
最初に発見されたタイトジャンクション構成蛋白質である。別名はmarvelD1である。ノックアウトマウスでもタイトジャンクションが形成されるため、タイトジャンクションにおける正確な役割は不明な点が多い。クローディンファミリーと相互作用することでクローディンファミリー単独で形成するタイトジャンクションストランドよりも複雑なタイトジャンクションストランドを形成するという研究内容もある。オクルディンノックアウトマウスはタイトジャンクションを構成でき、生存可能である。しかし成長遅延となり胃の壁壁細胞は消失する。また緻密骨の薄化、脳内石灰化、精巣萎縮、唾液腺の線条導管細胞質顆粒の消失、コルチ器の有毛細胞のアポトーシスが認められる。オクルディンノックアウトマウスがしめす脳内血管内皮細胞周辺のカルシウムの沈着は金属イオンの透過亢進が血液脳関門で生じていると考えられている。コルチ器の有毛細胞のアポトーシスはクローディン14欠損やトリセルリン変異によるDFNB49に類似する。コルチ器の有毛細胞のアポトーシスはオクルディンの欠損のためトリセルリンがバイセルラータイトジャンクションに導入された結果である。
分子量は65kDで短いN末端細胞質尾部、2つの細胞外ループおよび長いC末端細胞細胞質尾部をもつ4回膜貫通型蛋白質である。オクルディンとトリセルリンとmarvelD3が相同性がありMARVELファミリー（またはTAMPファミリー）とよばれる。C末端細胞質尾部にはZO-1やアクチンと相互作用をするのに必要なOCELドメインとよばれる構造がある。オクルディンはbTJのリーク経路におけるmacromoleculeの透過とカベオリンエンドサイトーシスに関与している。培養細胞でオクルディンをノックダウンすると6.25nmほどの分子の透過性が著しく亢進した。3.6nm、70kDの分子の透過性を亢進させた別の報告も存在する。TNFは上皮細胞の透過性を亢進させることが知られているが、その作用はオクルディンを介していると考えられている。オクルディンをノックダウンするとTNFを投与してもmacromoleculeの透過性が亢進しない。TNFによっておこるmacromoleculeの透過性の亢進はOCELドメインのアクチンやZO-1との相互作用が関与する。
マウスにクローディン5を標的とするsiRNAを全身投与では分子量742程度の低分子しか血液脳関門を通過しないが、クローディン5とオクルディンを標的とするsiRNAをマウスに共投与し、脳微小血管内皮細胞で両者をノックダウンすると約3～5kDa程度の分子が血液脳関門を通過する。
トリセルリン
トリセルラータイトジャンクションで最初に発見された構成蛋白質である。別名はmarvelD2である。発見当初マウストリセルリンは分子量が63.6kDで、短いN末端細胞質尾部、2つの細胞外ループおよび長いC末端細胞細胞質尾部をもつ4回膜貫通型蛋白質として同定された。オクルディンとトリセルリンとmarvelD3が相同性がありMARVELファミリー（またはTAMPファミリー）とよばれる。C末端細胞質尾部にはZO-1やアクチンと相互作用をするのに必要なOCELドメインが保存されている。C末端はオクルディンとの相同性が32%もある。その後トリセルリンは4つのアイソフォームがあることがわかった。ヒトのトリセルリン遺伝子（TRIC）にはTRIC-a、TRIC-a1、TRIC-b、TRIC-cなどがあるが単にトリセルリンと言われた場合は多くの場合最長のTRIC-aを指すことが多い。7つのエクソンを含み、エクソン2に4つの膜膜貫通領域がコードされ、C末端にOCELドメインがコードされる。TRIC-a1はエクソン3を欠く。TRIC-bはC末端のOCELドメインを欠く。TRIC-Cは選択的スプライシングの結果、エクソン2の膜貫通領域が2つになっている。C末端細胞質ドメインに変異があるとDFNB49という難聴の原因となる。C末端細胞質ドメインはアンギュリンファミリーとの相互作用に関与する。このドメインがアンギュリンファミリーと相互作用することでトリセルリンはトリセルラーコンタクトに局在する。
DFNB49難聴を引き起こす変異トリセルリンのノックインマウスでは有毛細胞の変性があり進行性難聴をしめす。そしてトリセルラータイトジャンクションにトリセルリンが局在せず、トリセルラーコンタクトでbTJの構造が分離していた。予想外にトリセルリンのノックアウトマウスは有毛細胞の変性による進行性難聴を示す。腸管上皮や血管内皮の傍細胞経路はWTと同様であり、透過型電子顕微鏡ではバイセルラータイトジャンクションの構造は維持された。
脳血管内皮細胞にはトリセルリンやアンギュリン1などトリセルラータイトジャンクション関連の蛋白質も発現している。トリセルラータイトジャンクションは傍細胞経路の高分子通過に重要な役割を担うがBBBでの役割に関してはまだわかっていない。

#### アンギュリンファミリー
2000年に発表されたFL-REX法（蛍光局在化レトロウイルス媒介発現クローニング）を用いてトリセルリン以外のtTJの構成成分としてLipolysis-stimulated lipoprotein receptor （LSR）が見つかった。LSRは後にアンギュリン1とよばれるようになった。
アンギュリン1は免疫グロブリン様ドメインをもつ膜蛋白質であり、もともと既知のLDL受容体以外でトリグリセリドが豊富なリポプロテインの取り込みに関わる受容体の候補として同定された。ヒトアンギュリン1は581アミノ酸からなり、細胞外Igドメイン、膜貫通ドメイン、細胞内ドメインからなる。10個のエクソンからなり選択的スプライシングによってα、α'、βの3つのサブタイプが存在する。αタイプが全長翻訳されたものであり細胞外C末端、膜貫通領域、細胞内N末端からなる。α‘とβはC末端のジロイシンモチーフ（細胞質への輸送シグナル）がなく、βは膜貫通領域がほとんど完全にない。
アンギュリンファミリーのうちアンギュリン1が脳実質や網膜の血管内皮細胞で発現している。アンギュリン1のノックアウトマウスは胎生期に死亡する。交配後14.5日の胎児正常マウスの血液脳関門は分子量446のトレーサーを通過させないが、交配後14.5日の胎児ノックアウトマウスの血液脳関門は分子量446のトレーサーを通過させる。しかし分子量64,000のアルブミンは通過させなかった。

#### JAMファミリー
JAMファミリー（Junctinal adhesion family、ジャムファミリー）2つの細胞外免疫グロブリン様ドメインをもつ免疫グロブリンスーパーファミリーに属する。I型膜貫通蛋白質であり同細胞上間で二量体を形成し、さらに向かい合う細胞膜間の二量体と相互作用する。この相互作用により生じるシグナルがタイトジャンクションの成熟に必要であると考えられている。脳血管内皮細胞ではJAM-Aが高発現している。上皮細胞ではJAM-Aはタイトジャンクションストランド非存在下でも分子量4,000以上の分子に対するバリアを形成する。

#### ZOファミリー
ZOファミリーは上皮組織のタイトジャンクションに含まれる蛋白質として同定された。細胞間結合蛋白質の裏打ち構造を担う。脳微小血管内皮細胞ではクローディンやオクルディンなどの膜蛋白質に細胞質側から結合し、C末端側を介して細胞骨格のFアクチンに結合する。ZOファミリーはZO1、ZO2、ZO3により構成されているがZO3は内皮細胞に発現していない。ZOファミリーのPDZドメインにクローディンが結合し、GUKドメインにオクルディンとトリセルリンが結合し、PDZ3ドメインにJAMファミリー結合する。ZO1とZO2をダブルノックアウトすると上皮細胞でタイトジャンクションが崩壊する。カドヘリンファミリーもZOファミリーを足場蛋白質のひとつとして活用するためZO1とZO2をダブルノックアウトするとアドヘレンスジャンクションの形成にも異常が認められる。

#### タイトジャンクション構成分子の制御
血液脳関門のタイトジャンクション構成分子の制御にはカドヘリンファミリーを介したクローディン5の制御とタイトジャンクション構成分子のリン酸化を介した制御が知られている。
カドヘリンファミリーを介したクローディン5の制御
VE-カドヘリンはクローディン5の発現レベルを制御している。
タイトジャンクション構成分子のリン酸化を介した制御
多くのタイトジャンクション構成分子はリン酸化を介した制御をうけている。

### トランスポーター
内皮細胞に存在するトランスポーターには有用物質を取り込むinflux transporterと不要物質と有害物質を血管速へ排除するefflux transporterの2種類がある。

### 細胞接着分子
単核球が中枢神経実質へ移行するためにはrolling、adhesion、crawling、migrationという4つの連続するプロセスが必要であり、それぞれの過程で固有の分子が関与する。

## 生理機能
脳実質へ薬物を送達するためには血液脳関門は障壁であるが、中枢神経系にとってはその機能維持に不可欠な防護壁である。脳が正常に発達し機能するためには、脳微小血管（脳毛細血管）を通過しなければならない多くの物質がある。
脳に必要な物質が血液脳関門を通過するには、3つの様式がある。
- 脂溶性物質の拡散
- 特定の水溶性物質の促進輸送やエネルギー依存性の受容体介在輸送
- イオンチャネル

血液脳関門は、神経組織維持のために必要な糖質、アミノ酸、脂質などを、それぞれ特異的な SLC (solute carrier) トランスポーターによって選択的に透過させる。神経伝達に適した環境を維持するため、プロトン、カリウムなどのイオンチャネル・トランスポーターで制御している。各神経伝達物質は、それぞれ特異的な SLC トランスポーターで脳実質から血流側に排出している。
神経組織への障害性がある血中のアルブミンや凝血成分は、流入を制限している。低分子の有機化合物は、薬物排出トランスポーターとしてよく知られている ABC (ATP Binding Cassette) トランスポーターで脳実質から排出することによって、神経組織を保護している。

### 輸送経路
脂溶性物質の拡散
脳は広大な表面積（灰白質では180cm2/g）をもつ血管内皮細胞の細胞膜によって血液と隔てられている。膜上では酸素や二酸化炭素など脂溶性の気体の効率的な交換が可能であるため、これらの気体の交換は血管の表面積と脳血流量のみに限定される。一方、マンニトールなど脂溶性の低い物質は脳血管を透過することができない。多くの物質の血液脳関門透過係数は油水分分配係数によって表される脂溶性と直接比例する。透過性と脂溶性の関係についての例としてニコチンやヘロインなど向精神薬の相対乱用性とそれらの脂溶性との相関があげられる。薬物の脂溶性が高いと脳への輸送も増加する。しかし、さらに高度な脂溶性を示す薬物は血液にほとんど溶けず、血清アルブミンと結合するため、脳への輸送は減少する。また血管内皮細胞には選択的な輸送や透過性を調節する酵素系が存在するため、脂溶性はグルコースやビンカアルカロイドなど親水性物質の透過性の正確な指標とはならない。
促進輸送とエネルギー依存性輸送
血液脳関門を通過する物質の多くは脂溶性ではないため、特異的な輸送系によって脳を出入りする。脳はほとんどグルコースのみをエネルギー源としているため、血管内皮細胞にはヘキソース輸送体（グルコーストランスポーター）のGLUT-1が豊富に存在する。GLUT-1は他の輸送体と同様に12個の膜貫通領域で構成されており、促進性、飽和性、立体構造特異性を示す輸送体として、血管内皮細胞膜の管腔側と反管腔側の両面で機能する。しかしエネルギー依存性ではないため、濃度勾配に逆らって糖を輸送することは不可能である。実際、糖の正味の流入は血中糖濃度の方が高いことにより生じる。血液脳関門の内皮細胞に入った99%以上の糖は透過して神経細胞やグリア細胞に利用される。
Β-ヒドロキシ酪酸などのモノカルボン酸は、新生児での初期発達中の脳や、成熟した動物での飢餓応答の際の主要なエネルギー源である。これらの酸はモノカルボン酸輸送体によって血管内皮細胞を通過する。
アミノ酸は主に3つの担体系によって血管内皮を通過する。これらの系（L、A、ASC）は輸送様式や輸送機構、アミノ酸類似体に対する特異性などの違いによって分類されている。L系はロイシンやバリンなど分枝鎖や環状鎖をもつ大きな中性アミノ酸を主に輸送する。このNa+非依存性の促進輸送系は、内皮細胞膜の管腔側と反管腔側に存在する。この輸送体はパーキンソン病治療薬のL-DOPAの輸送も担う。A系はグリシンやアラニン、セリンなどの単直鎖または極性の側鎖をもつ中性アミノ酸を主に輸送する。L系と異なりこの担体はNa＋依存性を示す。ATPを用いるイオンポンプであるNa+/K+-ATPアーゼによって維持されるNa+勾配と共役してアミノ酸輸送を行う。ASC系もまたエネルギー依存性、Na+依存性輸送体であり、アラニン、セリン、システインを主に認識する。A系とASC系は脳血管内皮細胞の反管腔側表面で機能している。このような局在のため、これらの担体は小さな中性アミノ酸を濃度勾配に逆らって脳の外部へ輸送するおもな手段になっている。
もう1つの輸送体は多くの細胞種で発現する膜タンパク質ファミリーであるABCトランスポーターである。このファミリーの最初の輸送体は腫瘍細胞の多剤耐性をもたらすことから同定された。多くの薬物の細胞への輸送を制限する。MDR輸送体は脳血管内皮には発現しているが、他の組織の血管内皮には発現していない。
イオンチャネルとイオン交換輸送体
電解質は特異的なイオンチャネルとイオン輸送体によって血液脳関門を通過する。

### 血液脳関門以外からの脳実質への浸透性の制御
脳実質への物質透過・排出は血液脳関門経由に限定されているわけではない。血液から脳実質内へのアクセスは血液脳関門の他に血液脳脊髄液関門（BCSFB）がある。血液脳脊髄液関門は脳室と脳実質を分ける上衣細胞での関門性をさす。上衣細胞で形成される脈絡叢は高い水・イオン透過性を持ち、血液脳関門よりもはるかに高い効率で血中水分・イオンを吸収し、脳室を満たしている脳脊髄液を形成する。脳脊髄液は脳実質中の組織液の循環に取り込まれるとされていえるが脳実質全体の組織液の構成に寄与する血液脳脊髄液関門由来の脳脊髄液の比率は明らかではない。また脳血管の表面積比では血液脳関門：血液脳脊髄液関門＝5,000：1であり血液脳関門を透過しての脳実質へのアクセスの方が距離的にも有利であるため、血中から脳実質への導入に血液脳関門よりも血液脳脊髄液関門の方が有効であるとは考えにくい。また血液脳関門を構成する脳毛細血管は脳内を網目状に巡っていることから、血液脳関門を透過した薬物は脳神経細胞に到達しやすい。
一方、血液脳脊髄液関門を構成する脈絡叢を透過した薬物は脳脊髄液中に移行したのち、脳脊髄液とともに静脈へ移行する。標的部位の脳実質細胞へ到達するには、静脈へ移行する前に細胞間液中を拡散する必要がある。脳脊髄液から遠い部位への移行は著しく制限を受けるため分子量の大きい高分子医薬品や核酸医薬品は脳脊髄液から脳内の神経細胞へ拡散で移行することは期待しにくい。

### 代謝性血液脳関門
血管内皮細胞内の酵素系は代謝性血液脳関門を形成する。特によく研究されているのがL-DOPAに対する関門である。血中のL-DOPAはL系アミノ酸輸送体により脳血管内皮細胞内へ移行する。血管内皮細胞内に多く存在するドパミンデカルボキシラーゼはL-DOPAを代謝することで脳内への移行を阻害する。そのためパーキンソン病の治療ではL-DOPAと同時にドパミンデカルボキシラーゼ阻害薬を併用することで効果を高めている。カテコールアミンなどの他の血中アミンは脳血管内皮細胞のモノアミンオキシダーゼにより不活化される。また別の関門酵素であるγ-グルタミルトランスフェラーゼはグルタチオン結合物質や血管作動性ロイコトリエンなどを無毒化している。

## 病理学的変化
様々な病的状態で血液脳関門の機能変化が起こる。

### 脳腫瘍
多くの脳腫瘍、特に悪性のものは血液脳関門をほとんど有さない毛細血管が認められる。この毛細血管は特に透過性が高く、正常の血液脳関門のような特別な輸送形態をとっていない。異常な透過性により、一般に脳腫瘍では血管性浮腫が認められる。これはアストロサイトと毛細血管との正常な相互作用がなくなるため、または腫瘍細胞から分泌される増殖因子やサイトカインのためと考えられる。

### 髄膜炎
髄膜炎でも血液脳関門は変化する。血液脳関門は通常はペニシリンなどの抗菌薬を透過させない。細菌性髄膜炎や膿瘍、またそれらに付随する炎症反応は血液脳関門を部分的に破壊する。この反応は血管作動性エイコサノイド（腫瘍壊死因子、インターロイキン、単球走化性因子1などの炎症性サイトカイン）や、毛細血管の基底膜を分解するマトリックスメタロプロテアーゼによって起こる。血液脳関門の機能不全により髄膜炎の副作用として多くの神経学的影響が生じるが同時に正常な血液脳関門を通過することができない抗菌薬の輸送も促進される。

### 先天性異常
正常な脳発達や脳機能には血液脳関門の解剖学的・生化学的性質や輸送機能の特性が密接に関わっているため、脳血管内皮差細胞タンパク質をコードする遺伝子の変異によって、遺伝性の脳疾患が引き起こされる。血液脳関門による輸送が原因となる疾患として最初に認識されたものとしてはglut1遺伝子の変異によってハプロ不全が生じて起こる血管内皮細胞のグルコース輸送不全がある。このGlut1欠損症候群の患者は正常にうまれるが、すぐにてんかん発作や脳発達の欠如、精神遅滞などを呈する。脳脊髄液中のグルコースは大幅に減少する。

### 神経変性疾患
神経変性疾患は血液脳関門機能の破綻と関連している。特に認知症の場合は血液脳関門の機能低下が神経病態の進行とともに疾患の悪化に寄与する。その代表例はアルツハイマー病である。アルツハイマー病の最大のリスク因子は老化であり、血液脳関門機能も老化に伴い変化する。形態的には脳微小血管内皮細胞（BMEC）の厚さの減少を含めた血管壁厚の減少が知られている。微小血管網の分岐、ルーピングなどの形態異常、そして機能的には脳内血流の減少が知られている。アルツハイマー病発症に直接関連する血液脳関門機能低下として、老化に伴う海馬領域に特異的な血液脳関門の関門性低下、周皮細胞の喪失が報告されている。脳実質側で作り出されたAβは通常脳微小血管内皮細胞で発現するLRP-1によって血中に排出されるが、老化に伴って、血液脳関門の機能が低下すると脳実質側でAβが蓄積すると考えられている。一方で、血液側から脳実質側へAβを輸送するAβを輸送するRAGEも脳内Aβ蓄積に関与する。健常時は脳微小血管内皮細胞でのRAGEの発現は低いがAβ量の上昇に伴いRAGEの発現も上昇する。RAGEによるAβの脳実質への流入増加に伴い、サイトカイン等の発現誘導および神経細胞への酸化ストレス誘導、そしてエンドセリンの発現誘導によって血流量が低下することなどにより神経細胞死が誘発するとされている。さらにアルツハイマー病患者の多くで、動脈にAβが蓄積して血管機能が低下する脳血管アミロイドアンギオパチーがみられ、この症状は認知機能障害の進行と関連している。血液脳関門の機能低下、あるいはAβ蓄積による病態発現のいずれが先に発生するかは明らかではなく、血液脳関門の機能低下がアルツハイマー病発症に先立つ、そうではないという両方の研究報告がある。疾患によって脳実質への薬剤浸透性の予想がつかないことが中枢神経系疾患に対する治療薬開発を難しくしている要因の一つである。

### 免疫疾患
免疫疾患の血液脳関門の破綻のメカニズムには2つ知られている。1つは単核球のバリアを超えた神経実質内への侵入、もうひとつはBBBを構成する内皮細胞間のタイトジャンクションの破壊・機能不全を介した液性因子の神経実質内の流入である。
単核球の神経実質内浸潤
細胞浸潤では内皮細胞に強固に接着するadhesionの過程が最も重要と考えられている。内皮細胞側の接着分子はVCAM-1とICAM-1である。単核球側の特異的リガンドはVCAM-1に対してはVLA-4、ICAM-1にはLFA-1とMac-1が同定されている。炎症細胞の細胞浸潤は内皮細胞の胞体を突き抜けるtranscellular migrationでありタイトジャンクションの制御する内皮細胞間ではない。ナタリズマブ（商品名：タイサブリ）はVLA-4に対するモノクローナル抗体であり、VCAM-1とVLA-4の相互作用を阻害し単核球浸潤を阻止する。
液性因子の神経実質内漏出
液性因子の神経実質内漏出はタイトジャンクションの障害によるものと考えられている。BBBでは星状膠細胞由来のVEGF-Aはクローディン5やオクルディンのダウンレギュレーションをきたし透過性亢進させる。また多発性硬化症の一見正常にみえる白質や皮質でもBBB破綻が起こっているという報告もある。

## 脳微小血管内皮細胞へのターゲティング
タンパク質医薬品や抗体医薬品、核酸医薬品などの高分子医薬品が中枢神経系疾患に対しても高い有効性を示す可能性が示唆されている。難治性疾患であるアルツハイマー病や脳腫瘍、脳梗塞、パーキンソン病、外傷性脳損傷などがその対象となると考えられている。しかしながら、これらの治療活性の高い候補物質が次々と見出されているものの、生体内ではそれらが単独で中枢疾患治療薬効果を発揮するには至らない。投与部位から標的である中枢神経への薬物移行性が血液脳関門により厳密に制限されていることが原因と考えられている。分子量閾値説では血液中から脳内へ移行できる薬物は分子量450Da未満と言われていた。低分子医薬品の実に95%は血液脳関門を通過することができず、高分子医薬品が血液脳関門を通過する方法は確立していない。したがって中枢神経疾患用の高分子医薬品を開発するためには血液及び脳間の薬物輸送障壁を克服し、薬物の脳送達効率を飛躍的に高める安全かつ有効な技術を確立しなければならない。そのためには血中に投与された薬物を脳微小血管内皮細胞近傍に標的化し、かつ血液脳関門の透過性を亢進させる必要がある。具体的には脳微小血管内皮細胞へのターゲティングと血液脳関門の透過性を促進させる方法が必要となる。
脳微小血管内皮細胞へのターゲティングの方法として、トランスフェリン、インスリン、レプチンおよびジフテリア毒素等の受容体を標的として、その周囲の薬物を集積させる手法が古くから試みられてきた。そのうちトランスフェリン受容体は最も重点的に研究された標的受容体である。もともと血中に存在する内因性トランスフェリンが過剰濃度で存在するためトランスフェリンをリガンドとして活用するのは難しいと考えられた。そこでトランスフェリン受容体に対してより強力な親和性活性を有する抗体もしくは人工ペプチドが設計され脳微小血管内皮細胞へのターゲティングが試みられた。トランスフェリン以外にはLRP-1も盛んに研究されている。LRP-1に対して高い親和性を有するペプチドとしてはAngiopep-2が知られている。5種の異なるリガンドで修飾したリポソームで脳微小血管内皮細胞への取り込み効率を比較したin vitro実験では全てが細胞内に取り込まれたがマウスに静脈注射したin vivoの実験ではそのうち1種類しか脳標的化作用を示さなかったという報告がある。受容体を利用した脳微小血管内皮細胞へのターゲティングだけでは血中から脳への全体の輸送を向上させるには至らないことが示唆された。

## 血液脳関門の透過性を促進させる方法
前述の脳微小血管内皮細胞へのターゲティングの他に血液脳関門の透過性を促進させる方法が開発されている。
一般に受動拡散により血液脳関門を通過して脳内に到達できる薬剤は概ね450Da未満の低分子で、脂溶性かつ水素結合数6個以下という特性を有するものに限定される。したがって高分子医薬品を全身投与で中枢神経系に送達するためには効果的な血液脳関門通過性ドラッグデリバリーシステムが必要である。このようなドラッグデリバリーシステムには脳微小血管内皮細胞の内部を通過する経路、すなわち経細胞経路（transcellular route）を用いるものと脳微小血管内皮細胞の間隙を通過する経路、すなわち傍細胞経路（paracellular route）を用いるものに分類できる。腸粘膜を通過する薬物送達と血液脳関門を通過する薬物送達の原則はよく似ているため、吸収促進薬の一部は血液脳関門通過にも応用が試みられている。

### 経細胞経路を用いるドラッグデリバリーシステム
経細胞経路を用いるドラッグデリバリーシステムは血液脳関門通過性ドラッグデリバリーシステム開発の主流をなす。このグループはさらに受容体介在性トランスサイトーシス（receptor-mediated transcytosis、RMT）を介するもの、吸着介在性トランスサイトーシス（adsorptive-mediated transcytosis、AMT）を介するもの、トランスポーター介在性の輸送を介するものなどに分類することができる。
受容体介在性トランスサイトーシスを介するもの
脳微小血管内皮細胞に高発現するトランスフェリン受容体やLRP-1に結合したリガンドやそれを修飾した薬物はエンドサイトーシスを介して細胞内に取り込まれる。またその過程でエンドソーム内に取り込まれたリガンドや薬物の一部はエキソサイトーシスを介して脳組織側へ放出される。このような一連の経路を受容体介在性トランスサイトーシス（receptor-mediated transcytosis、RMT）と呼ばれる。すなわち、受容体リガンドを利用した戦略は脳微小血管内皮細胞へのターゲティングするために有用な方法であると同時に能動的に血液脳関門の透過性を向上させるアプローチであると考えられる。2018年現在、インスリンやトランスフェリン、レプチンなどの約20種類の高分子が受容体介在性トランスサイトーシスの機序で血液脳関門を通過することが知られている。インスリンは脳では合成されないがRMTの機序で血液脳関門を通過し脳で作用する。受容体介在性トランスサイトーシスによる血液脳関門通過は例外的であり、通常は生理活性ペプチドや蛋白質などの高分子は血液脳関門を通過できないと考えられている。そのためモノクローナル抗体は血液脳関門を通過できないと考えられている。経路は不明な点があるが高用量のモノクローナル抗体は体循環に投与するとその0.1%が中枢神経系に到達するという報告もある。モノクローナル抗体を髄腔内投与するという報告もあるが、血液脳関門の脳側にはFc受容体が発現しており、半減期48分で脳側から血管側に排泄される。
Pardridgeらは血液脳関門を透過できるインスリンやトランスフェリンの受容体に結合するモノクローナル抗体を運搬蛋白質として用い、血液脳関門を通過しない生理活性蛋白質を連結（または融合）したキメラ蛋白質を合成し、血液脳関門を通過させるトロイの木馬戦略を提唱した。具体的にはにはマウストランスフェリン受容体とTNFα阻害薬であるエタネルセプトの融合タンパク質をパーキンソン病モデルマウスへ投与したり、ライソゾーム病のひとつであるムコ多糖症Iのモデルマウスでムコ多糖分解酵素であるα-L-イズロニダーゼと抗トランスフェリン受容体抗体を連結した融合タンパク質を全身投与した結果、中枢神経症状が軽快したという研究がある。
考案されてから20年以上経過しており様々な前臨床研究が行われてきた。脳微小血管内皮細胞の受容体介在性トランスサイトーシスの機序は明らかではない点も多い。低分子医薬品や蛋白質医薬品で臨床試験にいたったものもわずかながらある。
受容体介在性トランスサイトーシスは血液脳関門の透過性促進させる手段として非常に有用だが、脳微小血管内皮細胞の受容体数が限られていること、さらにエンドソームおよびライソゾームといった一連の輸送小胞中で分解を受けることから輸送効率に限界があることが懸念される。
トランスサイトーシスの経路での送達戦略で報告がある受容体はトランスフェリン受容体、インスリン受容体、LDL受容体、LDL受容体様蛋白質（LRP1）、スカベンジャー受容体クラスBタイプ1（SR-B1）、レプチン受容体などがある。トランスポーターも含めればグルコーストランスポーター1も報告がある。
吸着介在性トランスサイトーシスを介するもの
細胞膜が負電荷を帯びている特性を利用して、カチオン性の細胞膜透過ペプチド（Cell-penetrating peptide、CPP）を活用して吸着介在性トランスサイトーシスを狙ったドラッグデリバリーシステムも開発されている。血液脳関門通貨を意図した細胞膜透過ペプチドとしてはヒト免疫不全ウイルス1型に由来するtrans-activator of transcription(TAT)ペプチド、アルギニンのみで構成される人工ペプチド（オルゴアルギニン）、ショウジョウバエのホメオプロテイン由来のpenetratin、神経ペプチドであるガラニン由来の12アミノ酸とハチ毒であるマストラパン由来の14アミノ酸を融合して作られたTransportanペプチド、SynBなどがあげられる。これらの細胞膜透過ペプチドは、受容体介在性トランスサイトーシスを介するものと同様に薬剤やキャリアに結合させて用いられ、特定の受容体に依存しないマイクロピノサイトーシスなどの内在化経路を介して細胞内に取り込まれる。細胞膜透過ペプチドは細胞内への薬剤導入ツールとして広く活用されているが血液脳関門標的の選択性は乏しいため、脳以外の様々な臓器・組織への移行性も高めてしまう懸念がある。
トランスポーターを介するもの
受容体介在性トランスサイトーシスに加えて、一部のトランスポーターもエネルギー介在性の血液脳関門透過メカニズムに関与している。代表的なトランスポーターとしてグルコースやアミノ酸等の栄養成分の輸送に関わるグルコーストランスポーターのGLUT1やLAT1が知られている。これらのトランスポーターは一般的に低分子を基質として認識するため高分子医薬品を脳へ送達するターゲットとしては適さないと言われていた。血液脳関門にはP糖タンパク質などの排出トランスポーターも高発現しており、それらの阻害を介して基質薬剤の脳への移行を向上させることが期待できるが、この場合も低分子医薬品に限られる。その一方でpeptide transport system-6(PTS-6)のように脳へのペプチド流入を妨げるトランスポーターも報告されている。東京大学の片岡一則と東京医科歯科大学の横田隆徳らの共同研究ではグルコースを表層に含むナノマシンを開発し、空腹時のナノマシンを静脈注射し、30分後のグルコースを静脈注射することでナノマシンが脳内へ分布することを明らかにした。

### 傍細胞経路を用いるドラッグデリバリーシステム
傍細胞経路を用いるドラッグデリバリーシステムとして考案されているものは細胞間隙を構成する密着結合の機能を制御するものである。その有効性もさることながら細胞間隙の開口による脳への異物侵入のリスクの検証が必要である。傍細胞経路を用いるドラッグデリバリーシステムはサイズ選択性の乏しい物理的な方法とサイズ選択性の認められる薬理学的な血液脳関門制御が知られている。サイズ選択性の乏しい物理的な方法にはマンニトールによるもの、収束超音波（focused ultrasound）を用いるもの、光線力学療法を用いるものが知られている。サイズ選択性の認められる薬理学的な血液脳関門制御にはRNA干渉によるもの、タイトジャンクション蛋白質の細胞外ドメインに対するモノクローナル抗体やペプチドによるもの、細菌毒素断片によるもの、タイトジャンクション蛋白質を間接的に制御するペプチドや化学物質によるものなどが知られている。

#### サイズ選択性の乏しい物理的な方法
サイズ選択性の乏しい物理的な方法にはマンニトールによるもの、収束超音波（focused ultrasound）を用いるもの、光線力学療法を用いるものがある。
マンニトール
高張液のマンニトールを頸動脈など頚動脈的に投与し、血液脳関門の密着結合を物理的に破壊し細胞間隙を開口させる方法がある。この方法は1970年頃から報告されている。この処置によって、脳微小血管内皮細胞は脱水により形が変形し細胞間隙が40nmまで開口する。収束超音波と同様にマンニトールもタイトジャンクション構成分子のリン酸化状態を変更することで構成蛋白質を分解させる。抗がん剤を脳腫瘍へ送達させる方法として複数の臨床試験も行われており、臨床応用もされている。マイクロカテーテルを用いて特定の部位の脳微小血管内皮細胞に高張のマンニトールと薬剤（抗EGF受容体抗体であるセツキシマブ）を連続的に投与する技術を臨床試験の例としては用いた脳腫瘍治療の臨床試験が進められており、重篤な副作用は報告されていない。十分な手術技術があればマンニトールの選択的動脈内投与は重篤な副作用を防ぐことができると考えられている。しかし、てんかん発作や脳卒中のリスクを高めること、繰り返し入院が必要となること、しばしば全身麻酔が必要となることといった問題点があり脳腫瘍の標準治療にはなっていない。脳毒性を示すタンパク質の脳内への流入などの問題点から長期的な安全性は疑問視されており応用は限定的である。
集束超音波
子宮筋腫や本態性振戦などの治療に用いられている集束超音波の医療技術を活用するものである。限られた領域に超音波エネルギーを集中させ、外科的処置を必要とせずに一過性の密着結合の開口が可能となるため、侵襲性が低いと考えられる。この方法で核酸やプラスミド、DNA、神経栄養因子などのタンパク質の輸送が可能となることが報告されている。収束超音波と超音波造影剤としても利用されるマイクロバブルを併用すると血液脳関門を一過性に開口させることができる。マイクロバブルを併用した収束超音波は物理的にタイトジャンクションとアドヘレンスジャンクションを一時的に破壊するだけではない。タイトジャンクション構成分子のリン酸化状態を変更することで構成蛋白質を分解させる。血液脳関門を透過できる分子の大きさは超音波強度と使用するマイクロバブルに依存する。動物モデルでは抗体やより大きな高分子医薬品を中枢神経系に送達したという報告もある。ラットにおける実験では血液脳関門のクローディン5、オクルディン、ZO1の発現レベルは、超音波処理後1～2時間以内に50%以上減少したが6時間以内に完全に回復した。収束超音波を用いたDDSは脳腫瘍やアルツハイマー病など様々な疾患で臨床試験が行われている。収束超音波の機械は植込み型のSonoCloudとMRIガイド下で用いるエクサブレート・ニューロなどが知られている。どちらのデバイスも脳腫瘍を対象に臨床試験がされており低分子医薬品の送達効率を500%以上向上させている。
マイクロバブルを併用し適切な強度で治療を行えば脳実質や血管の損傷は避けられると報告されている。しかし収束超音波を用いた方法は無菌性の炎症を誘発するという報告もある。
光線力学療法
光線力学療法は神経膠腫の治療に臨床応用されている。光線力学療法は部位選択性に血液脳関門の透過性を亢進させる。そのメカニズムは明らかになっていない。光増感剤の血管内皮毒性があること、血液脳関門の透過性が改善するに時間がかかること、深部組織への照射が困難なことなど課題も多い。

#### サイズ選択性の認められる薬理学的な血液脳関門制御
サイズ選択性の認められる薬理学的な血液脳関門制御にはRNA干渉によるもの、タイトジャンクション蛋白質の細胞外ドメインに対するモノクローナル抗体やペプチドによるもの、細菌毒素断片によるもの、タイトジャンクション蛋白質を間接的に制御するペプチドや化学物質によるものなどが知られている。
RNA干渉
前述のようにCambellらはマウスにクローディン5を標的とするsiRNAを全身投与し一時的にin vivoでクローディン5の発現を抑制して血液脳関門の透過性を上げることに成功している。この研究でクローディン5をノックダウンしたマウスの血液脳関門を分子量742程度の低分子は通過できたが分子量4400の物質は通過しなかった。クローディン5とオクルディンを標的とするsiRNAをマウスに共投与し、脳微小血管内皮細胞で両者をノックダウンすると約3～5kDa程度の分子が血液脳関門を通過する報告がある。このノックダウンによる低分子の透過亢進は3日程度持続し、1週間以内にバリアー機能が回復する。さらにクローディン5のノックダウンを繰り返しても重篤な副作用が認められなかった。クローディン5のノックアウトを行うと小分子の透過性のみ亢進するため、クローディン5の制御によって小分子の薬物輸送や水の透過性制御による脳浮腫の治療などが行える可能性がある。恒常的に1kDa以下の低分子が脳内に流入し続けると脳内環境が破綻し致命的な脳内炎症が生じることが示唆されている。脳微小血管内皮細胞のクローディン5の発現を抑制すると海馬でフィブリノーゲン（340kDa）の血管外漏出が増加すること、末梢で産生されたIL-6(21kDa)が脳実質へ分布することが報告されている。
タイトジャンクション蛋白質の細胞外ドメインに対するモノクローナル抗体やペプチド
膜蛋白質を標的とした創薬では、抗体などの細胞外領域に結合する分子が第一選択となる。しかしクローディンの細胞外領域に結合する抗体の開発は難渋した。ウエスタンブロット法や免疫染色で用いられる抗クローディン抗体の多くはC末端の細胞内領域配列由来と考えられている。そのためフローサイトメトリーや免疫細胞染色で使用する場合に固定と透過処理が必要である。細胞外領域に結合する抗体の開発に難渋した理由は2つ考えられている。ひとつはクローディンなど膜蛋白質を大量に生産する技術が未発達なことと、クローディンの細胞外領域の免疫原性が低いことと考えられている。モノクローナル抗体の開発には免疫やスクリーニング、機能解析のために良質な抗原蛋白質が大量に必要である。しかし複数回膜貫通蛋白質の生産や機能解析は一般的に困難である。複数回膜蛋白質の多くは複雑な構造をもち、シグナル伝達や物質輸送、形態形成など細胞にとって重要な役割を担っている。そのため、複数回膜貫通蛋白質を細胞で過剰発現させると正しい構造を取れず凝集することがあり、細胞が増殖や蛋白質合成自体を止めてしまうことがしばしば起こり、正しい構造と機能を保持した組み換え膜蛋白質分子を得るのは非常に困難である。クローディンの細胞外領域は非常に小さい上に種間の相同性が高く免疫原性が非常に低かった。
大阪大学大学院薬学研究科の岡田欣晃、近藤昌夫、愛媛大学プロテオサイエンスセンタープロテオ創薬科学部門の竹田浩之らの共同研究でクローディン5の細胞外領域に対する抗体を作成した。彼らはまずは愛媛大学のコムギ無細胞タンパク質合成系を用いてクローディン5の大量発現系を開発した。コムギ無細胞タンパク質合成系は翻訳活性の高いコムギ胚芽から抽出した翻訳機構に鋳型であるmRNA、基質であるアミノ酸、エネルギー源であるATPやGTPなどを加えることで試験管内で翻訳反応を行った。膜タンパク質を合成する際にはコムギ無細胞タンパク質合成系にリポソームを添加した。翻訳された膜タンパク質がフォールディングにより疎水的な膜貫通領域を形成すると、リポソーム脂質膜と相互作用し、膜に埋め込まれ、安定化する。この方法を用いてGPCRを大量発現させ抗体を作成したという報告もある。
クローディン5のmRNAはGC含量が局所的に80%を超え、mRNAが高次構造をとりやすく、この方法では十分な翻訳ができなかった。彼らはコドンを入れ替えることで、翻訳産物のアミノ酸配列を変えることなくクローディン5のmRNAのGC含量を50%前後に低下、平均化した。改変したmRNAとコムギ無細胞タンパク質合成系を用いて世界で初めてクローディン5の大量合成に成功した。免疫原性が低いため大量合成したクローディン5から細胞外領域認識抗体を作成することはできなかった。そのため彼らはクローディン5の配列をもとに新たな人工膜蛋白質を設計した。1つ目はヒトとマウスのクローディン5を融合させたキメラクローディン5であり、もうひとつがクローディン5の細胞外配列を両側に対称に配置したシンメトリッククローディン5である。このふたつの人工膜蛋白質をコムギ無細胞タンパク質合成系を用い合成し、それをマウスに免疫することでクローディン5の細胞外領域に対する抗体を作成した。さらにDNA免疫を用いて別のクローディン5の細胞外領域に対する抗体も作成した。
2つの方法を用いて作成されたクローディン5の細胞外領域に対する抗体は20種類以上に及んだ。彼らの作成した抗体は大まかにクローディン5のECL1のD68近辺を認識するものとECL2のS151近辺を認識するもの、結合部位不明なものの3つに分類された。
抗体以外にクローディン5の細胞外領域に結合するペプチドも知られている。C5C2と呼ばれるペプチドはマウスのクローディン5の細胞外領域に結合しガドリニウムの血液脳関門透過性を亢進させると報告されている。しかしペプチドのクローディン5選択性は乏しいと考えられる。
吸収促進薬であるカプリン酸ナトリウムなども過去には検討された。
細菌毒素断片
ウェルシュ菌エンテロトキシンのC末端であるC-CPEはクローディン3とクローディン4に結合する。C-CPEとクローディンの複合体は細胞内に取り込まれて分解されると考えられている。クローディン5への親和性をもつC-CPE変異体も開発されている。クローディン5への親和性をもつC-CPEは血液脳関門を通過する薬物送達を可能にすると考えられている。
ウェルシュ菌のイオタ毒素由来のリコンビナント蛋白質angubindin-1はアンギュリン1とアンギュリン3に結合する。angubindin-1は血液脳関門を制御してアンチセンス核酸を中枢神経系に送達するという報告がある。
細菌毒素断片は細菌由来であり、さらに20～40kDaと大きく高い抗原性をもっている。臨床応用には分子サイズを小さくする必要があると考えられている。C-CPEとangubindin-1は吸収促進薬としても知られている。
タイトジャンクション蛋白質を間接的に制御するペプチドや化学物質
キナーゼを介してタイトジャンクション蛋白質を制御するペプチドや化学物質がある。これらのモジュレーターはキナーゼを介して傍細胞経路を開く。この経路は非常に強力な血液脳関門透過性亢進作用をもつがクローディンファミリーやTAMPファミリーへの特異性が乏しい。そのため細胞骨格の収縮を招くおそれがある。具体的にはブラジキニン受容体、スフィンゴシン1リン酸受容体、アデノシン受容体を介するものなどが知られている。
アデノシン受容体のアゴニストを修飾したデンドリマーを用いることで血液脳関門に発言するGタンパク質共役型アデノシン受容体（A2A受容体）の活性化を介して密着結合が開口する方法が考案され、分子量45,000の高分子デキストランの脳への移行が増大すると報告されている。
| モジュレーター | 受容体                           | キナーゼ                             |
| -------------- | -------------------------------- | ------------------------------------ |
| RMP-7          | ブラジキニン受容体               | PKCα                                 |
| AT-1002        | プロテインキナーゼ活性化受容体   | PKCα                                 |
| NIBR-0213      | スフィンゴシン1リン酸受容体      | Rho-associated protein kinase (ROCK) |
| Lexiscan       | アデノシン受容体                 | Rho-associated protein kinase (ROCK) |
| NS1619         | カルシウム活性化カリウムチャネル | Rho-associated protein kinase (ROCK) |
| グルタミン酸   | NMDA受容体                       | Rho-associated protein kinase (ROCK) |
| Gintonin       | リゾホスファジン酸受容体         | Rho-associated protein kinase (ROCK) |

#### 傍細胞経路を用いるドラッグデリバリーシステムのリスク
傍細胞経路を用いるドラッグデリバリーシステムの問題点は副作用である。血清蛋白質として知られているアルブミン、ヘモグロビン、プラスミン、トロンビン、フィブリノーゲン、αシヌクレインは神経毒性があることが知られている。これらの血清蛋白質に過剰に暴露すると神経機能に不可逆な障害がおこる可能性がある。特にクローディン5の持続的なノックダウンでマウスが死亡することから、恒常的に1kDa以下の低分子が脳内に流入し続けると脳内環境が破綻し致命的な脳内炎症が生じることが示唆される。そのため傍細胞経路を用いるドラッグデリバリーシステムを臨床応用する場合は、治療の許容量と頻度や治療後血液脳関門のバリアー機能が回復するまでの時間や透過する上限の分子量を示す必要があると考えられている。
| 血清蛋白質       | 分子量  | 毒性                                                                                                |
| ---------------- | ------- | --------------------------------------------------------------------------------------------------- |
| アルブミン       | 66,000  | てんかん発作の原因となる                                                                            |
| ヘモグロビン     | 64,500  | 鉄イオンによる酸化ストレス                                                                          |
| プラスミン       | 75,000  | 細胞外マトリックスの障害                                                                            |
| トロンビン       | 36,000  | ミクログリア活性化による神経炎症、アミロイド前駆体蛋白 (APP)の切断によるアミロイドβ蛋白（Aβ）の蓄積 |
| フィブリノーゲン | 340,000 | 周皮細胞や希突起膠細胞への毒性                                                                      |
| αシヌクレイン    | 144,000 | レビー小体の構成成分                                                                                |

## 実験方法
血液脳関門の評価を行うための実験系がいくつか知られている。

### トランスウェル
細胞を用いたin vitroの血液脳関門モデルでは脳内での薬物動態の一部、脳実質への吸収の部分のみが評価の対象となる。血液脳関門のin vitroモデルはトランスウェル(transwell)を使用した培養が一般的である。トランスウェル内に血管内皮細胞による細胞シートを形成させ、上部トランスウェルから下部トランスウェルへの透過性を血液側と脳実質側との透過性として評価する。場合によっては下部ウェルにアストロサイトや周皮細胞などを共培養し、血管内皮細胞の関門性の向上を目指す。血液脳関門のin vitroモデルとしての有用性の指標となるのは、経内皮電気抵抗（TransEndothelial Electrical Resitrance、TEER）で表される細胞シートによる物理的障壁の形成と、物質の透過性を評価する透過係数（Pe）である。透過係数はトランスウェルに添加された各種化合物が下部ウェルに透過できる速度を実験的に評価して導き出す。血管内皮細胞は脳微小血管内皮細胞としての生物学的な性質の再現を担保するために特徴的な遺伝子発現レベルの確認、免疫蛍光染色での観察、電子顕微鏡によるタイトジャンクション形成の確認などを行う。多くの報告があるが内皮細胞はヒト由来のhCMEC/D3細胞、マウス由来のbEnd.3細胞、iPS細胞から分化させたiCell Endothelial Cellsなどが用いられることが多い。hCMEC/D3細胞はヒトの脳より採取した血管内皮細胞をhTERTとSV40 large T antigenで不死化した細胞であり、ABCトランスポーター遺伝子群の発現レベルは脳微小血管内皮細胞の性質を反映している。しかし形成できる物理的障壁性、TEERは30～120オーム・cm2と低く、アストロサイト共培養でも関門性の向上が難しい点が脳微小血管内皮細胞とは異なる。